# Khối lượng không khí

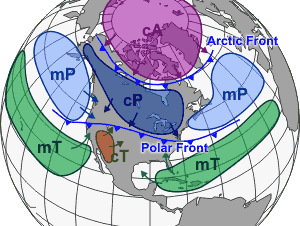
Các khối không khí khác nhau ảnh hưởng đến Bắc Mỹ, cũng như các lục địa khác, có khuynh hướng bị ngăn cách bởi các ranh giới frông

Trong khí tượng học, một khối lượng không khí là một thể tích không khí được xác định bởi nhiệt độ và hàm lượng hơi nước của nó. khối lượng không khí bao gồm nhiều hàng trăm hoặc hàng ngàn dặm vuông, và thích ứng với đặc điểm của bề mặt bên dưới chúng. Chúng được phân loại theo vĩ độ và các vùng nguồn lục địa hoặc biển. Khối lượng không khí lạnh hơn được gọi là cực hay băng giá, trong khi khối lượng không khí nóng hơn được coi là nhiệt đới. Khối lượng không khí lục địa và cao cấp thì khô trong khi khối lượng gió biển và gió mùa ẩm ướt. Frông thời tiết chia cách khôí lượng không khí với đặc tính mật độ khác nhau (nhiệt độ và/hoặc độ ẩm). Khi một khối lượng không khí di chuyển ra khỏi vùng nguồn của nó, sinh dưỡng và các vùng nước bên dưới có thể nhanh chóng thay đổi đặc tính của nó. Các chương trình phân loại giải quyết đặc điểm của khối không khí, cũng như sự thay đổi.

## Phân loại và ký hiệu

Các vùng nguồn của khối lượng không khí toàn cầu

Phân loại Bergeron là phân loại về khối lượng không khí được chấp nhận rộng rãi nhất mặc dù những hình thức khác đã tạo ra các phiên bản tinh vi hơn của đề án này về các vùng khác nhau trên toàn cầu. Việc phân loại khối lượng không khí bao gồm ba chữ cái. Chữ cái đầu tiên mô tả tính chất độ ẩm của nó, với c được sử dụng cho khối lượng không khí lục địa (khô) và m đối với không khí biển (ẩm). Ký tự thứ hai mô tả các đặc tính nhiệt của vùng nguồn của nó: T cho nhiệt đới, P cho cực, A cho Bắc cực hoặc Nam Cực, M cho gió mùa, E cho xích đạo, và S cho không khí cao hơn (không khí khô hình thành do chuyển động đi lên đáng kể trong bầu khí quyển). Ví dụ, một khối không khí có nguồn gốc từ sa mạc phía tây nam Hoa Kỳ vào mùa hè có thể được gọi là "cT". Khối lượng không khí có nguồn gốc từ phía bắc Siberia vào mùa đông có thể được chỉ ra là "cA". Các chữ cái thứ ba được sử dụng để chỉ định sự ổn định của khí quyển. Nếu không khí lạnh hơn mặt đất dưới nó, nó có nhãn k. Nếu không khí nóng hơn mặt đất dưới nó, nó được gắn nhãn w. Một ví dụ về điều này có thể là một khối không khí cực thổi qua dòng Gulf Stream, được biểu thị là "cPk". Thỉnh thoảng, người ta cũng có thể gặp phải việc sử dụng dấu nháy hoặc "đánh dấu mức độ" biểu thị rằng một khối lượng không khí nhất định có cùng ký hiệu như một số khác nó đang thay thế sẽ lạnh hơn khối lượng không khí được thay thế (thường là khối lượng không khí cực). Ví dụ, một loạt các frông trên Thái Bình Dương có thể hiển thị một khối lượng không khí biểu thị mPk theo sau bởi một mPk'.
Một quy ước khác sử dụng các biểu tượng này là chỉ dẫn sửa đổi hoặc chuyển đổi loại hình này sang kiểu khác. Ví dụ, khối lượng không khí Bắc cực thổi qua Vịnh Alaska có thể được hiển thị là "cA-mPk". Tuy nhiên, một quy ước khác chỉ ra sự phân chia khối lượng không khí trong những tình huống nhất định. Ví dụ, việc vượt qua khối lượng không khí cực bằng một khối không khí từ Vịnh Mê-hi-cô sang Miền Trung Hoa Kỳ có thể được hiển thị với ký hiệu "mT / cP" (đôi khi sử dụng một đường ngang như trong ký pháp phân số).

## Đặc điểm
Khối lượng không khí Bắc cực, Nam Cực và cực thì lạnh. Chất lượng của không khí Bắc cực được phát triển trên mặt đất băng và tuyết. Không khí Bắc cực rất lạnh, lạnh hơn không khí ở cực. Không khí Bắc cực có thể cạn vào mùa hè, và nhanh chóng thay đổi khi nó di chuyển theo hướng đường xích đạo. Không khí cực phát triển qua các vĩ độ cao hơn trên đất liền hoặc đại dương, rất ổn định, và thường nông hơn không khí Bắc cực. Không khí cực trên đại dương (biển) mất đi sự ổn định khi nó lấy độ ẩm từ vùng nước biển ấm. 
Các khối lượng không khí nhiệt đới và xích đạo thì nóng khi chúng phát triển trên các vĩ độ thấp hơn. Những loại phát triển trên đất liền (lục địa) khô và nóng hơn những loại phát triển trên đại dương, và di chuyển hướng cực về phía tây của bờ biển cận nhiệt đới (subtropical ridge). Khối lượng không khí nhiệt đới biển thường được gọi là không khí thương mại. Khối lượng không khí gió mùa ẩm ướt và không ổn định. Khối lượng không khí cao có không khí khô, và hiếm khi chạm đất. Chúng thường trú trên khí quyển không khí nhiệt đới biển, tạo thành một lớp ấm hơn và khô hơn trên không khí ẩm vừa phải ở dưới, tạo thành một sự đảo ngược gió thương mại (trade wind) trên khối lượng không khí nhiệt đới biển. Khối lượng không khí lục địa Bắc cực (cP) là không khí lạnh do khu vực nguồn lục địa của chúng. Không khí cực lục địa ảnh hưởng đến Bắc Mỹ hình thành qua nội địa Canada. Khối lượng không khí nhiệt đới lục địa (cT) là loại không khí nhiệt đới được tạo ra bởi các sườn núi cận nhiệt đới trên diện tích đất rộng và thường xuất phát từ các sa mạc ở vĩ độ thấp như sa mạc Sahara ở Bắc Phi, đây là nguồn chính của không khí này. Các nguồn khác ít quan trọng hơn sản xuất không khí cT là bán đảo Ả-rập, phần khô cằn / bán khô cằn của Úc và sa mạc nằm ở Tây Nam Hoa Kỳ. Khối lượng không khí nóng lục địa cực kỳ nóng và khô.

## Vận chuyển và frông
Frông thời tiết là một ranh giới tách hai khối không khí có mật độ khác nhau và là nguyên nhân chính của các hiện tượng khí tượng. Trong các phân tích thời tiết bề mặt, các frông được miêu tả bằng cách sử dụng các đường kẻ và các đường màu khác nhau, tùy thuộc vào loại frông. Khối lượng không khí bị ngăn cách bởi frông thường khác nhau về nhiệt độ và độ ẩm. Frông lạnh có thể có các dải hẹp và thời tiết khắc nghiệt, và thỉnh thoảng có thể được đi trước bởi các đường squall hoặc đường khô. Frông nóng thường được đi trước bởi mây tầng, mưa và sương mù. Thời tiết thường nhanh chóng trở nên trong sáng sau tuyến đường frông. Một số frông không có mưa và ít mây, mặc dù luôn thay đổi gió .
Frông lạnh và Frông hấp lưu thường di chuyển từ tây sang đông, trong khi các Frông nóng di chuyển hướng cực. Do có mật độ không khí cao hơn, Frông lạnh và Frông hấp lưu di chuyển nhanh hơn Frông nóng và các hấp lưu ấm. Dãy núi và các vùng nước ấm có thể làm chậm chuyển động của frông. Khi một frông trở nên tĩnh, và độ tương phản mật độ trên ranh giới frông biến mất, frông có thể thoái hoá thành một đường phân cách các vùng có vận tốc gió khác nhau, được gọi là đường cắt. Điều này phổ biến nhất trong đại dương.

## Sửa đổi

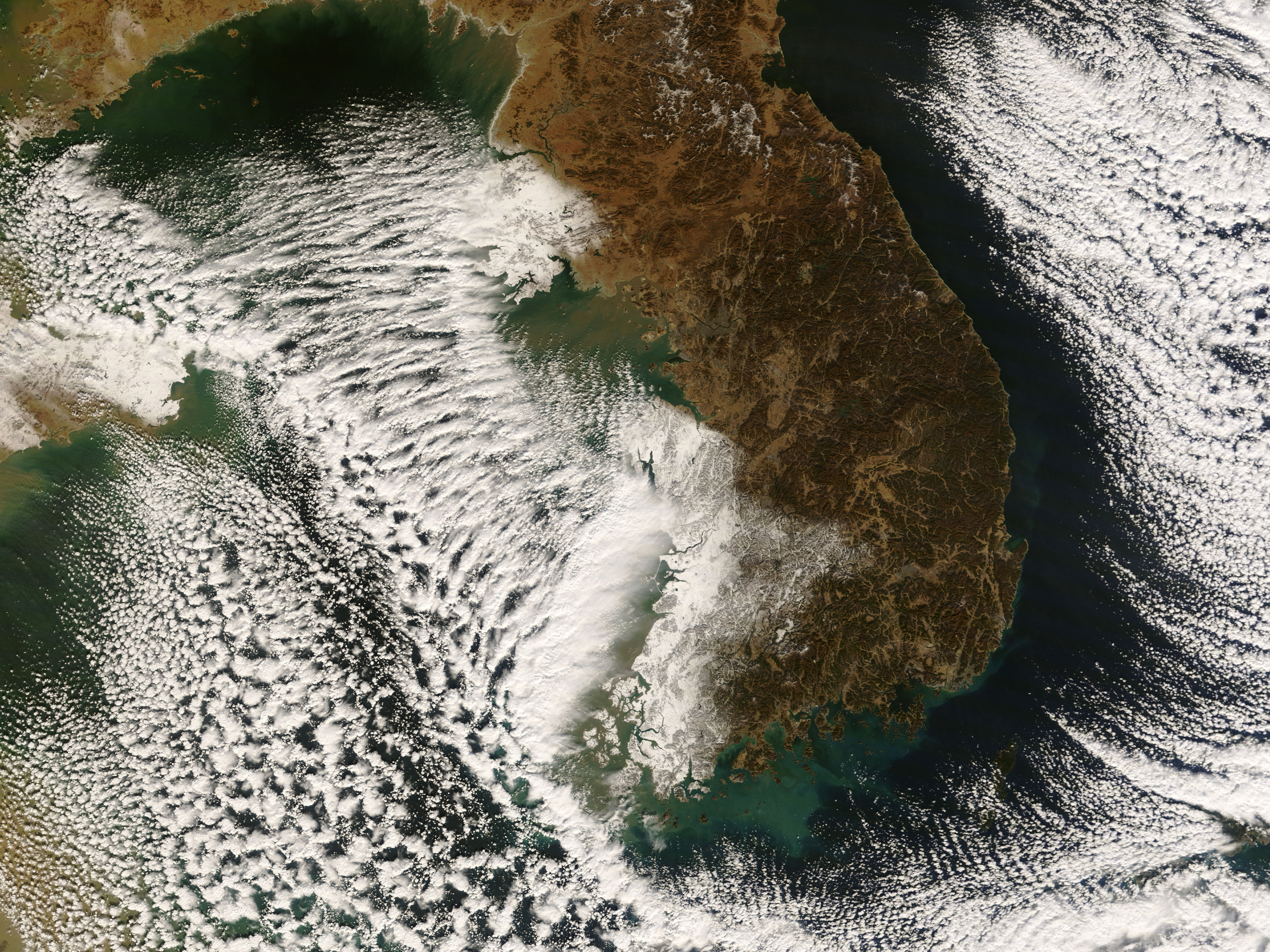
Dải tuyết có hiệu ứng hồ gần Bán đảo Triều Tiên

Không khí có thể được thay đổi bằng nhiều cách khác nhau. Thông lượng bề mặt từ sinh dưỡng, như rừng, có tác dụng làm ẩm không khí trên không. Nhiệt từ vùng nước ấm bên dưới có thể làm thay đổi đáng kể một khối không khí trên các khoảng cách ngắn tới 35 km (22 dặm) hoặc tới 40 km (25 dặm). Ví dụ, ở phía tây nam của các xoáy thuận ngoài nhiệt đới, uốn cong dòng xoáy mang không khí lạnh qua các vùng nước tương đối ấm có thể dẫn đến các dải tuyết chịu ảnh hưởng hồ hẹp. Các dải này mang lại mưa địa phương mạnh mẽ vì các vùng nước lớn như hồ chứa lưu trữ hiệu quả nhiệt độ cao gây ra sự khác biệt đáng kể về nhiệt độ (lớn hơn 13 °C hoặc 23 °F) giữa mặt nước và không khí ở trên. Do sự khác biệt về nhiệt độ này, độ ấm và độ ẩm được vận chuyển trở lên, ngưng tụ thành các đám mây định hướng theo chiều dọc (xem hình vệ tinh) tạo ra mưa tuyết. Sự giảm nhiệt độ với chiều cao càng cao và chiều sâu mây chịu ảnh hưởng trực tiếp bởi cả nhiệt độ nước và môi trường quy mô lớn. Sự gia tăng nhiệt độ càng giảm, chiều sâu mây càng sâu, tỷ lệ mưa càng lớn.